# Fundación Romuald Burkard
Romuald Burkard Foundation es una fundación creada en enero del 2005 por la Junta de directores (Board of Directors) de Sika AG en conmemoración del que fuera el Ejecutivo Jefe y principal accionista de Sika AG, que durante su vida dedicó gran parte de su tiempo a apoyar a diferentes causas sociales bajo el lema personal "El éxito obliga a la responsabilidad".
La fundación provee ayuda financiera para proyectos ecológicos y sociales en países emergentes y subdesarrollados en donde la empresa Sika AG tiene presencia. Los proyectos apoyados tienen que enfocarse en:
- Construcción e infraestructura con instalaciones que beneficien a una causa social o ecológica, como presas, tanques de agua, plantas de tratamiento, caminos, entre otros.
- Educación técnica en la profesión de la construcción.
- Proyectos relacionados con la conservación del agua y su uso sustentable para la comunidad.

## Proyectos de la Fundación
- China: reconstrucción de la escuela "du Jiangyan school of no. 10 bureau” destruida en el terremoto de la provincia de Sichuan. En este proyecto, que comenzó en 2008 y terminó en mediados de 2009, se invirtieron 300 000 CHF

- India: construcción y mantenimiendo a las escuelas de niños de bajos recursos, principalmente en áreas donde se presentan problemas de corrosión y destrucción por el clima. Se invirtió en este proyecto 200 000 CHF

- Indonesia: apoyo del programa "Ye Water Program" creado por una fundación local para apoyar con educación y mejores formas de distribución del agua en los barrios pobres de Yakarta, en este proyecto se invirtieron 150 000 CHF

- Irán: creación del programa de construcción sustentable y reforzada, en la cual se educa a las personas en la construcción usando materiales locales para construcción sustentable y eficiente, buscando que las personas que viven en zonas de terremotos tengan los recursos para construcciones resistentes, en este proyecto se invirtió 51 000 CHF

- México: apoyo al orfanato "Pan de Vida" donde viven niños víctimas de abuso o abandono. El proyecto involucra expansión de las instalaciones actuales, construcción de un gimnasio, instalaciones para abastecer agua, renovación del área de juegos y un camino para acceso. En este proyecto se han invertido 245 000 CHF

- Perú: apoyo y promoción de las cooperativas de producción de leche y queso en la zona de Allpachaka en la región de Ayacucho. La inversión en este proyecto fue de] 150 000 CHF

- Vietnam: apoyo al proyecto "The Village Change" que busca crear casas para personas con capacidades diferentes y niños de la calle. En este proyecto se invirtió 500 000 CHF

- Chile: Reconstrucción del hogar de niños Juan XXIII ubicado en Buin. Este hogar de niños, perteneciente a la red de Coanil, resultó destruido por el terremoto ocurrido en 2010. El proyecto implicó la construcción de 8 cabañas sólidas que albergarán separadamente a los niños y niñas del hogar, permitiéndoles vivir en un formato más cercano a una casa "real", facilitándoles los procesos de reinserción social que promueve dicha fundación.